# Сенокос (Добрицька область)
Сеноко́с (болг. Сенокос) — село в Добрицькій області Болгарії. Входить до складу общини Балчик.

## Населення
За даними перепису населення 2011 року у селі проживали 640 осіб.
Національний склад населення села:
| Національність   | Кількість осіб | Відсоток |
| ---------------- | -------------- | -------- |
| болгари          | 373            | 58,6%    |
| цигани           | 162            | 25,4%    |
| турки            | 85             | 13,3%    |
| інша             | 14             | 2,2%     |
| не визначились   | 3              | 0,5%     |
| Всього відповіли | 637            |          |

Розподіл населення за віком у 2011 році:
Динаміка населення: